# Крвави Поток
Крвави Поток (словен. Krvavi Potok, итал. Chervari) је насељено место у општини Хрпеље-Козина, Обално-крашка регија, Словенија.

## Историја
До територијалне реорганизације у Словенији био је у саставу старе општине Сежана.

## Становништво
У попису становништва из 2011. године, Крвави Поток је имао 86 становника.
| Број становника према пописима | Број становника према пописима | Број становника према пописима |
| ------------------------------ | ------------------------------ | ------------------------------ |
| 1991                           | 2002                           | 2011                           |
| 51                             | 73                             | 86                             |

Напомена: Године 2010. умањено за део насеља који је припојен насељу Насирец.